# Istog
Istog (albanisch auch Istogu oder Burim/-i, serbisch Исток Istok) ist eine Stadt im Nordwesten des Kosovo. Sie ist Hauptsitz der gleichnamigen Gemeinde, die an Montenegro und Serbien grenzt.

## Name
Der Name der Stadt stammt aus dem serbischen Wort Istok, auch Istek genannt, im Sinne von „Wasser-Quelle“, die sich auf die Quelle des Flusses Istočka bezieht, einem Nebenfluss des weißen Drins. Der (alternative) albanische Name Burimi hat die gleiche Bedeutung.

## Bevölkerung
Gemäß Volkszählung 2011 leben in der Stadt Istog 5115 Einwohner. Größte Ethnie sind die Albaner mit 5043 Personen (98,59 %), gefolgt von den Roma, Aschkali und Balkan-Ägyptern mit 46 Personen. Des Weiteren bezeichnen sich 13 als Bosniaken und 1 als Serbe. 2 gehören anderen Ethnien an und 10 Personen sind undefiniert.
| Zensus    | 1948 | 1953 | 1961 | 1971 | 1981 | 1991 | 2011 |
| --------- | ---- | ---- | ---- | ---- | ---- | ---- | ---- |
| Einwohner | 2074 | 2111 | 2657 | 3467 | 4478 | 6384 | 5115 |

## Wirtschaft

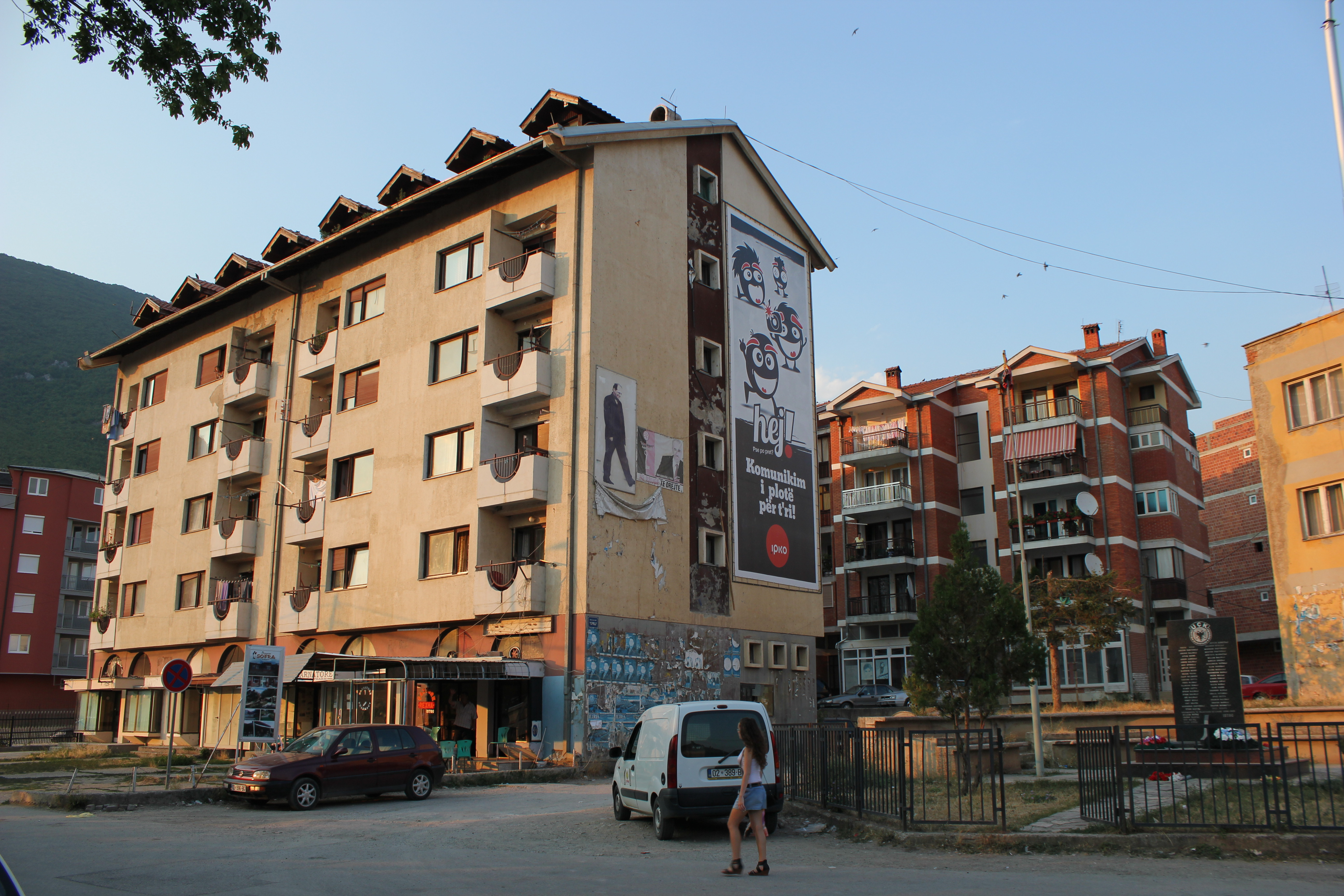
Straßenszene in Istog (2012): Wohnblocks und UÇK-Denkmal

Die Wirtschaft der Gemeinde ist im Wesentlichen landwirtschaftlich geprägt. Vor 1999 arbeiteten 80 % der Einwohner in der Landwirtschaft.
Aufgrund der grenznahen Lage der Stadt profitiert Istog vom Export von Fischen ins Ausland. Momentan beschäftigt die moderne Fisch-Anlage (Forellenzucht) am Fluss Istočka rund 70 Arbeitnehmer. Die Privatisierung, welche im Jahr 2004 erfolgte, gilt als Beleg für einen gelungenen Privatisierungsprozess.

## Persönlichkeiten
- Haki Shatri (* 1953), Politiker
- Fadil Ferati (1960–2010), Politiker
- Astrit Alihajdaraj (* 1976), Schauspieler und Autor
- Besim Kabashi (1976–2011), Kickboxer
- Agnesa Vuthaj (* 1986), Miss Kosovo
- Ibrahim Rugova, Erster Präsident Dardaniens